# Typhlops disparilis
Typhlops disparilis là một loài rắn trong họ Typhlopidae. Loài này được Jan mô tả khoa học đầu tiên năm 1860.